# مقصرة (لباس)
المُقَصَّرة هي سترة تستخدم كجزء من الزي العسكري. إنها سترة قصيرة تصل إلى مستوى الورك. كانت شائعة جداً في منتصف القرن التاسع عشر وأواخره. صُنِعَت المقصرة لأول مرة في النمسا.